# 首都計画

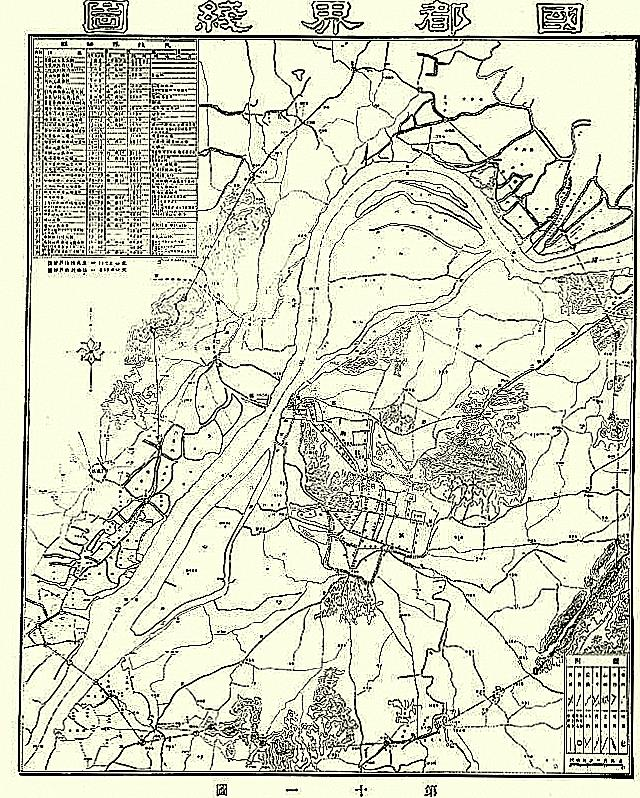
首都計画の国都界線図

首都計画（しゅとけいかく）は、中華民国国民政府が南京市を首都と定めた以降、発表した都市計画である。その後、1930年から1937年までに「首都計画の調整計画」を発表し、1947年に「南京市都市計画大綱」を発表した。
首都計画によると、南京市は6つの地域に分けられる。中央行政区は紫金山の南側。市レベルの行政区は傅厚岡地域。工業区は揚子江両岸と下関。商業区域はメインロードの両側、および新街口、明故宫。文化・教育地域は鼓楼・五台山地域。住宅地は三つのレベルに分かれ、旧市街地南部の住宅地は保存され、北部の山西路に新しい住宅地を設ける。
首都計画は公共建築の様式にも規定し、「中国固有の様式」を使うことを明言し、中央政治区の建築は古代宮殿の外観を採用する。